# Olîne, Iampil
Olîne (în ucraineană Олине) este un sat în comuna Vozdvîjenske din raionul Iampil, regiunea Sumî, Ucraina.

## Demografie
Componența lingvistică a localității Olîne
     Ucraineană (98,53%)
     Rusă (1,47%)
Conform recensământului din 2001, majoritatea populației localității Olîne era vorbitoare de ucraineană (98,53%), existând în minoritate și vorbitori de rusă (1,47%).